# Death Note (pel·lícula de 2006)
Death Note (デスノート, Desu Nōto) és una una pel·lícula de thriller de ficció sobrenatural japonesa del 2006 basada en el manga sèrie del mateix títol de Tsugumi Ohba i Takeshi Obata. La pel·lícula se centra principalment en un estudiant universitari de Tòquio que intenta convertir el món en una societat utòpica sense crim, cometent una massacre mundial de delinqüents i persones que considera moralment indignes de la vida, a través d'un quadern sobrenatural que mata qualsevol persona que tingui el nom. està escrit a les pàgines, mentre és perseguit per un grup de treball d'elit d'agents de l'ordre a Tòquio, dirigit per un enigmàtic detectiu internacional. La pel·lícula va ser dirigida per Shusuke Kaneko, produïda per Nippon Television, i distribuïda per Warner Bros. Pictures Japan. La pel·lícula va tenir la llicència de VIZ Pictures, Warner Bros.
Va ser seguit per una seqüela, Death Note 2: The Last Name, llançada el mateix any. Una pel·lícula derivada dirigida per Hideo Nakata i titulada L: Change the World, es va estrenar el 9 de febrer de 2008. Una altra seqüela, Death Note: Light Up the New World, es va publicar l'octubre de 2016.

## Argument
Light Yagami és un estudiant universitari extremadament intel·ligent que li molesta el crim i la corrupció al món. La seva vida experimenta un canvi dràstic quan descobreix un misteriós quadern, conegut com el "Death Note", estirat a terra. Les instruccions del Death Note afirmen que si hi ha escrit el nom d'un humà, aquesta persona morirà. En Light inicialment es mostra escèptic sobre l'autenticitat del quadern, però després d'experimentar amb ell, Light s'adona que el Death Note és real. Després de reunir-se amb l'anterior propietari del Death Note, un Shinigami anomenat Ryuk, Light busca convertir-se en "el Déu del Nou Món" dictant el seu judici sobre aquells que considera que és dolent o qui s'interposi en el seu camí.
Aviat, el nombre de morts inexplicables de criminals denunciats va cridar l'atenció de la Interpol, així com d'un misteriós detectiu conegut només com "L". L dedueix ràpidament que l'assassí, batejat pel públic com Kira (una aproximació japonesa de la paraula anglesa "assassí"), es troba al Japó. L també conclou que la Kira pot matar persones sense posar-hi un dit. Light s'adona que L serà la seva gran némesi, i comença un joc psicològic de "gat i ratolí" entre tots dos.
Light, perseguit per L i pel detectiu de l'FBI Raye Iwamatsu, els supera, matant en Raye i els seus socis en el procés. Quan la promesa de Raye, una antiga detectiva de l'FBI anomenada Naomi Misora, segresta la xicota de Light Shiori Akino, Light demana per la seva seguretat. La Naomi dispara accidentalment a Shiori i es suïcida quan la policia s'acosta. Light actua trist per la mort de la seva xicota i demana unir-se a la investigació de Kira per venjar-se, però li revela a Ryuk que, de fet, havia après el nom de Naomi per endavant i havia dissenyat la mort de Naomi i Shiori. El final de la pel·lícula inclou Misa Amane, que sobreviu a un atemptat contra la seva vida quan el seu aspirant agressor té un misteriós atac de cor.

## Repartiment
- Tatsuya Fujiwara com a Light Yagami
- Kenichi Matsuyama com a L / Ryûzaki
- Erika Toda com a Misa Amane
- Asaka Seto com a Naomi Misora
- Shidou Nakamura com la veu de Ryuk
- Shigeki Hosokawa com a Raye Iwamatsu
- Shunji Fujimura com a Watari
- Takeshi Kaga com a Souichirou Yagami
- Yuu Kashii com a Shiori Akino
- Hikari Mitsushima com a Sayu Yagami
- Shin Shimizu com a Kanzou Mogi
- Matt Lagan com a Lind L. Taylor
- Michiko Godai com a Sachiko Yagami
- Tatsuhito Okuda com a Shuuichi Aizawa
- Sota Aoyama com a Touta Matsuda
- Ikuji Nakamura com a Hirokazu Ukita
- Masanori Fujita com a Ryotarou Sakajou
- Norman England com a agent de l'FBI
- Ai Maeda com Ayako Yoshino
- Takeo Nakahara com a Matsubara
- Yoji Tanaka com a Sasaki
- Masahiko Tsugawa com a Saeki
- Miyuki Komatsu com a Sanami
- Sarutoki Miyagama com Kiichirou Osoreda
- Kaohiko Kaota com a Takuo Shibuimaru
- Toshiyuki Watari com a Yuusuke Hibisawa

## Producció

### Desenvolupament
A les seves notes de producció, el director Shusuke Kaneko va explicar el seu desig de convèncer el públic que, tot i que l'assassinat de humans dolents pot semblar just, subestima la influència corruptora d'exercir aquest poder (la sèrie de manga segueix un punt de vista molt similar). Kaneko també va comentar que la por psicològica de morir podria ser "més malson que Kaiju (monstres) destruïnt ciutats i matant gent".
Kaneko també va afirmar que volia que la pel·lícula "se centrés en el dolor psicològic", expliqués com es produeixen les morts i com començarien a agradar Kira als més joves. També va eliminar molts dels monòlegs interiors destacats al manga i l'anime per permetre al públic desenvolupar les seves pròpies idees sobre els pensaments i les creences dels personatges, alhora que permetia la "tensió dramàtica".
Kaneko va dir que la part més difícil de filmar del manga va ser l'escena quan comença la investigació i les autoritats conclouen que una persona és responsable de l'assassinat de delinqüents. Va optar per afegir una escena en què L explica la seva lògica a través del seu ordinador portàtil per tal de fer la pel·lícula "més creïble" i "emocionar a la gent" per la propera lluita entre L i Light.
Kaneko va indicar sentiments contradictoris mentre dirigia la pel·lícula. Va dir que sentia "una mica de reserva" sobre com actuaria la pel·lícula, ja que la pel·lícula "utilitza la "mort" per entretenir el públic" i se sent "moralment inquietant". Kaneko va teoritzar que la pel·lícula podria haver funcionat bé a causa de la cultura d'Internet del Japó, dient que l'ús del Death Note tenia similituds amb com els usuaris s'atacaven els uns als altres als taulers de missatges i blocs. A més, Kaneko va assenyalar que la mort s'amaga "curosament", fins al punt que "la gent ni tan sols s'hi pensa".
El propietari dels drets d'autor del Death Note va exigir a Kaneko que no canviés cap de les regles del Death Note, i a mesura que es desenvolupava la pel·lícula, es van afegir noves regles del Death Note al manga original. Kaneko va descriure l'adhesió a aquesta condició com l'aspecte més difícil de fer la pel·lícula.

### Rodatge
Kaneko va contractar una línia de metro per filmar una escena particular de la primera pel·lícula; aquesta va ser la primera vegada a la història del cinema japonès que s'utilitzava una línia subterrània. Kaneko va utilitzar uns 500 extres durant la primera pel·lícula.

## Música

### Cançons temàtiques
- "Manatsu no Yoru no Yume" de Shikao Suga
- "Dani California" de Red Hot Chili Peppers (tancament)

## Llançament
La pel·lícula es va estrenar al Japó el 17 de juny de 2006 i va ocupar el primer lloc de la taquilla japonesa durant dues setmanes, situant El codi Da Vinci al segon lloc.
Death Note (死亡筆記) es va estrenar a Hong Kong el 10 d'agost de 2006, a Taiwan el 8 de setembre de 2006, a Singapur el 19 d'octubre de 2006 i a Malàisia el 9 de novembre de 2006, amb subtítols en anglès i xinès. L'estrena mundial va tenir lloc al cinema UA Langham Place a Hong Kong el 28 d'octubre de 2006, la primera pel·lícula japonesa que s'estrenava a Hong Kong. La pel·lícula es va estrenar al Regne Unit el 25 d'abril de 2008.
Lisa Katayama, de Wired'', va descriure la pel·lícula com "uns 126 minuts de suspens deliciosament per a qualsevol persona a qui li agradi el suspens, els nois bonics japonesos o les dones detectius".

### Estrena nord-americana
La primera pel·lícula es va presentar breument a certs cinemes nord-americans del 20 al 21 de maig de 2008. La versió cinematogràfica presentava actors del doblatge en anglès de l'anime donant veu als seus respectius personatges amb algunes reposicions notables, inclòs Ted Cole com a La veu de Lind L. Taylor (doblada a l'anime per John Murphy), Ron Halder com la veu de Watari (doblada a l'anime per French Tickner), Nicole Oliver com la veu de Naomi Misora (doblada a l'anime per Tabitha St. Germain), i Michael Dobson com la veu de Rem (doblada a l'anime per Colleen Wheeler). La pel·lícula es va emetre als cinemes canadencs durant una nit només el 15 de setembre de 2008. El DVD es va llançar el 16 de setembre de 2008, un dia després de la projecció canadenca.

### Estrena britànica
Death Note, Death Note: The Last Name, i L: Change the World tenien llicència per al llançament al Regne Unit per 4Digital Asia, una subetiqueta de 4Digital Media, abans Ilc Entertainment. El primer títol va ser el llançament inaugural d'aquesta nova subetiqueta, llançada el 2008 per omplir el buit al Regne Unit per als títols "Asia Extreme" creat per la desaparició de Tartan. Tots han rebut projeccions cinematogràfiques limitades a sales d'art d'arreu del Regne Unit, com ara l'ICA Cinema al centre de Londres. Tots tres han rebut llançaments de DVD en edicions limitades, amb dos discos en un embalatge semblant a un llibre de tapa dura, imitant l'element del títol. Les edicions regulars d'un sol disc estan substituint les limitades per al llançament a llarg termini. També es va crear un lloc web dedicat centrat en la franquícia per a ús públic. Both films were also broadcast on Film4.

### Mitjans domèstics
Al vídeo domèstic, els llançaments en DVD de Death Note i Death Note 2: The Last Name van vendre més de 1.027 milions d'unitats al Japó a partir de març de 2007.

## Recepció

### Taquilla
A la taquilla japonesa, la pel·lícula va recapta 2.850 milions de iens japonesos (24,5 milions de dòlars EUA). Arreu del món, la pel·lícula va recaptar $6.758.126, inclosos 3,7 milios US$ a Corea del Sud i 1,9 milions US$ a Hong Kong. Això fa que l'import brut de taquilla mundial de la pel·lícula fos de 31.258.126 dòlars dels Estats Units.

### Resposta crítica
A Rotten Tomatoes, la pel·lícula va rebre una puntuació d'aprovació del 78% basada en 9 ressenyes, amb una puntuació mitjana de 6,4/10.
Hidayah Idris va escriure a l'edició de Singapur de la revista Cleo que la pel·lícula va ser "un gran èxit a Singapur!"

## Reconeixements
| Any  | Premi                                                     | Categoria                  | Receptor               | Resultat  |
| ---- | --------------------------------------------------------- | -------------------------- | ---------------------- | --------- |
| 2006 | Premi de Cinema Hochi                                     | Millor actor novell        | Kenichi Matsuyama      | Guanyador |
| 2007 | Premis de l'Acadèmia Japonesa                             | Millor actor secundari     | Kenichi Matsuyama      | Nominat   |
| 2007 | Festival Internacional de Cinema Fantàstic de Brussel·les | Premi Pegàs de l’Audiència | Millor pel·lícula      | Guanyador |
| 2007 | Premis de Cinema de Hong Kong                             | Millor pel·lícula asiàtica | Japó                   | Nominat   |
| 2007 | Premis de Cinema Mainichi                                 | Premi Elecció dels Lectors | Pel·lícula més popular | Guanyador |
| 2007 | Festival de Cinema de Yokohama                            | Millor nou talent          | Kenichi Matsuyama      | Guanyador |

## Seqüela
Una seqüela, Death Note 2: The Last Name, es va estrenar al Japó el 28 d'octubre de 2006.

## Remake
El 2007, el diari de Malàisia The Star va declarar que més de deu companyies cinematogràfiques dels Estats Units havien expressat interès per la franquícia Death Note. La productora estatunidenca Vertigo Entertainment va ser originalment preparada per desenvolupar el remake, amb Charley i Vlas Parlapanides com a guionistes i Roy Lee, Doug Davison, Dan Lin, i Brian Witten com a productors. El 30 d'abril , 2009, Variety va informar que Warner Bros., els distribuïdors de les pel·lícules d'imatge real japoneses originals, havien adquirit els drets d'un remake estatunidenc, adjuntant guionistes i productors originals. El 2009 Zac Efron va respondre als rumors que interpretaria el paper principal de la pel·lícula afirmant que el projecte "no estava al capdavant".
El 27 d'abril de 2015, The Hollywood Reporter va revelar que Adam Wingard dirigiria la pel·lícula, que Lin, Lee, Jason Hoffs i Masi Oka la produirien, i que Niija Kuykendall i Nik Mavinkurve supervisarien l'estudi. Els productors van dir que la pel·lícula rebria una qualificació R.
El 6 d'abril de 2016, es va confirmar que Netflix havia comprat la pel·lícula a Warner Bros